# V Corps (Vereinigte Staaten)
Das Fifth Corps (V Corps) (deutsch V. US-Korps, The Victory Corps) ist in erster Linie ein militärisches Hauptquartier der Vereinigten Staaten von Amerika. Das im Jahr 2020 reaktivierte Korps soll 650 Dienstposten umfassen. Jeweils 200 Angehörige sollen auf Rotationsbasis einen Vorposten in Polen besetzen, um die Kooperation mit den europäischen NATO-Partnern zu pflegen. Ende 2020 sollte es voll einsatzbereit sein. Der Vorposten in Polen befindet sich im Camp Kosciuszko in Posen und wurde im Oktober 2022 bezogen.
Zuvor war es bis 2013 ein Großverband der Korpsebene der US Army. Aufgestellt wurde das V. US-Korps im Amerikanischen Bürgerkrieg für die Army of the Potomac auf Seiten der Union. Das V. Korps kämpfte im Amerikanischen Bürgerkrieg, im Ersten Weltkrieg, im Zweiten Weltkrieg, im Zweiten Golfkrieg und im Irakkrieg.

## Geschichte
Im Sezessionskrieg unterstand das V. Korps der Potomac-Armee. Es bestand von 1862 bis 1865 (siehe auch Liste der Armeekorps des Unionsheeres im Sezessionskrieg).

### Erster Weltkrieg

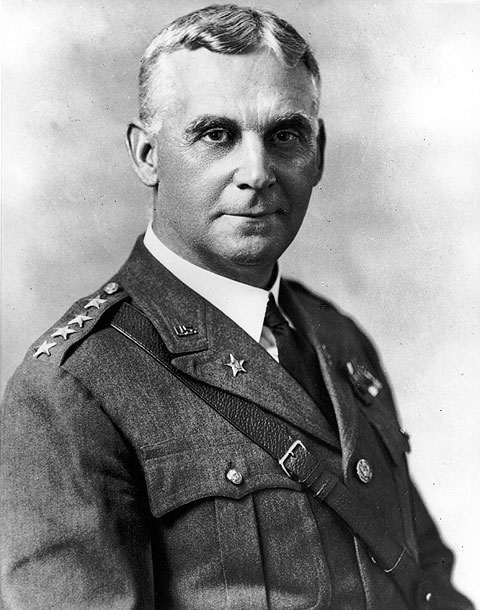
General Charles P. Summerall

Im Ersten Weltkrieg wurde das V. Corps im Juli 1918 erneut in Remiremont in Frankreich aufgestellt und nahm nach dem Training an den Kämpfen an der Westfront teil. Bei der Schlacht von St. Mihiel (12.–15. September 1918) hatte das V Corps unter Generalmajor George Cameron die unterstellte 4. und 26. Division am linken Flügel gegen Fresnes und die Combres-Höhe an der Westfront des Frontbogens anzusetzen. Die 26th Infantry Division (Generalmajor Edwards) konnte dabei erfolgreich durch die Woëvre-Ebene auf Vigneulles durchbrechen und die Verbindung zum IV Corps herstellen.
Während der Maas-Argonnen-Offensive im Zentrum der 1. US-Armee eingesetzt, nahm das Corps ab 26. September mit der unterstellten 91., 37. und 79. Division erfolgreich am Durchbruch in Richtung auf Montfaucon-d’Argonne teil. In der zweiten Phase dieser Offensive übernahm Generalmajor Charles P. Summerall ab 12. Oktober die Führung des Korps.
Das Korpskommando kehrte 1919 in die USA zurück und wurde anschließend aufgelöst.

### Zweiter Weltkrieg

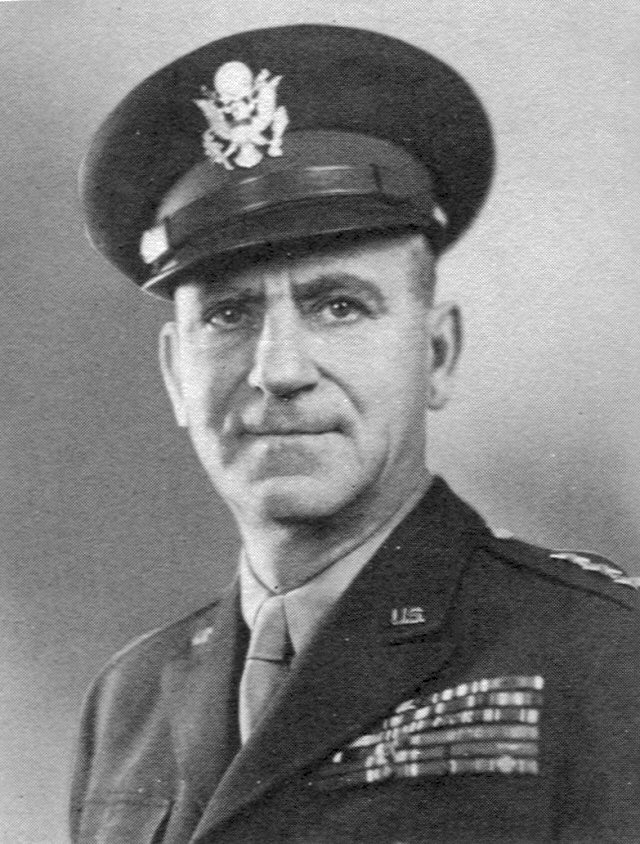
Leonard T. Gerow

Die Reaktivierung erfolgte im Oktober 1941 während des Zweiten Weltkriegs im Camp Beauregard im Bundesstaat Louisiana. Nach erfolgreichen Manövern wurde das Korps im Frühjahr 1942 nach Irland verlegt.
Mit der Invasion landete das V. Corps unter Generalmajor Leonard T. Gerow im Rahmen der 1. US-Armee  (Generalleutnant Omar Bradley) in der Normandie.
Die Landung am Omaha Beach am 6. Juni 1944 begann um 6:30 Uhr mit der Ankunft des 16. Regiments der 1st Infantry Division (General Huebner) und dem am ersten Angriffstag zugewiesenen 116. Regiment der 29th Infantry Division (General Gerhardt). Viele Einheiten wurden mehr oder minder stark abgetrieben und verfehlten ihre Ziele. Die Landungstruppen erlitten die größten Verluste, da die 2nd Bombardment Division der Eighth Air Force die deutschen Stellungen verfehlte, beziehungsweise die Verteidigungsanlagen trotz Bombardierung größtenteils intakt blieben. Nach der Überwindung des Aure-Abschnittes unterstützte die 1st Infantry Division dem links bei Arromanches gelandeten britischen XXX Corps am 7. Juni bei der Eroberung von Bayeux. Am 10. Juni brach das V. Corps zusammen mit dem rechts angesetzten XIX Corps aus dem etwa 5 Kilometer tiefen Brückenkopf nach Süden aus. In Folge der am 25. Juli durch das VII Corps eingeleiteten Operation Cobra, nahm das Corps an der weiteren Befreiung Nordfrankreichs teil. Während der Operation Totalize traf das V Corps am 18. August über Argentan nordwärts vorgehend auf das kanadische II. Korps (General Simonds) und schloss den Kessel von Falaise ab. Nach der Befreiung von Paris (25. August) erfolgte der weitere Vorstoß nordwärts zur Aisne. Aus den Raum Sedan über die Maas gehend, folgte Anfang September 1944 der Vormarsch zur Befreiung der Stadt Luxemburg. Nach dem Übergang in den Stellungskrieg im Raum südlich von Monschau erfolgte im Dezember 1944 die deutsche Ardennenoffensive.
Anfang März 1945 mit dem Ausbruch der 1. US-Armee aus dem östlichen Rhein-Brückenkopf bei Remagen folgte der Vorstoß des V Corps quer durch das Deutsche Reich nach Sachsen. Das V Corps war mittlerweile in den Befehlsbereich der 3. US-Armee übergegangen. Zwischen 16. und 20. April wurde Leipzig eingenommen und am 25. April kam es durch Soldaten der 69. Infantry Division zum Treffen mit sowjetischen Soldaten in Torgau. Danach folgte Anfang Mai 1945 die Befreiung von Pilsen. 1943 entstand der Kurzfilm Tomorrow We Fly, der sich mit der Ausbildung des Corps beschäftigt.

### Kalter Krieg
Nach dem Zweiten Weltkrieg gehörte das V. Korps zur 7. US-Armee und während des Kalten Krieges wurde es ab 1951 mit Hauptquartier im General Creighton W. Abrams Building (I.G.-Farben-Haus) in Frankfurt am Main in der Bundesrepublik Deutschland neu aufgestellt. Ab 1960 gehörte das V. US-Korps in der NATO-Kommandostruktur neben dem weiter südlich dislozierten VII. US-Korps als eines von zwei vorgelagerten Korps der 7. US-Armee der Heeresgruppe Central Army Group (CENTAG) an.

### Neuere Zeit

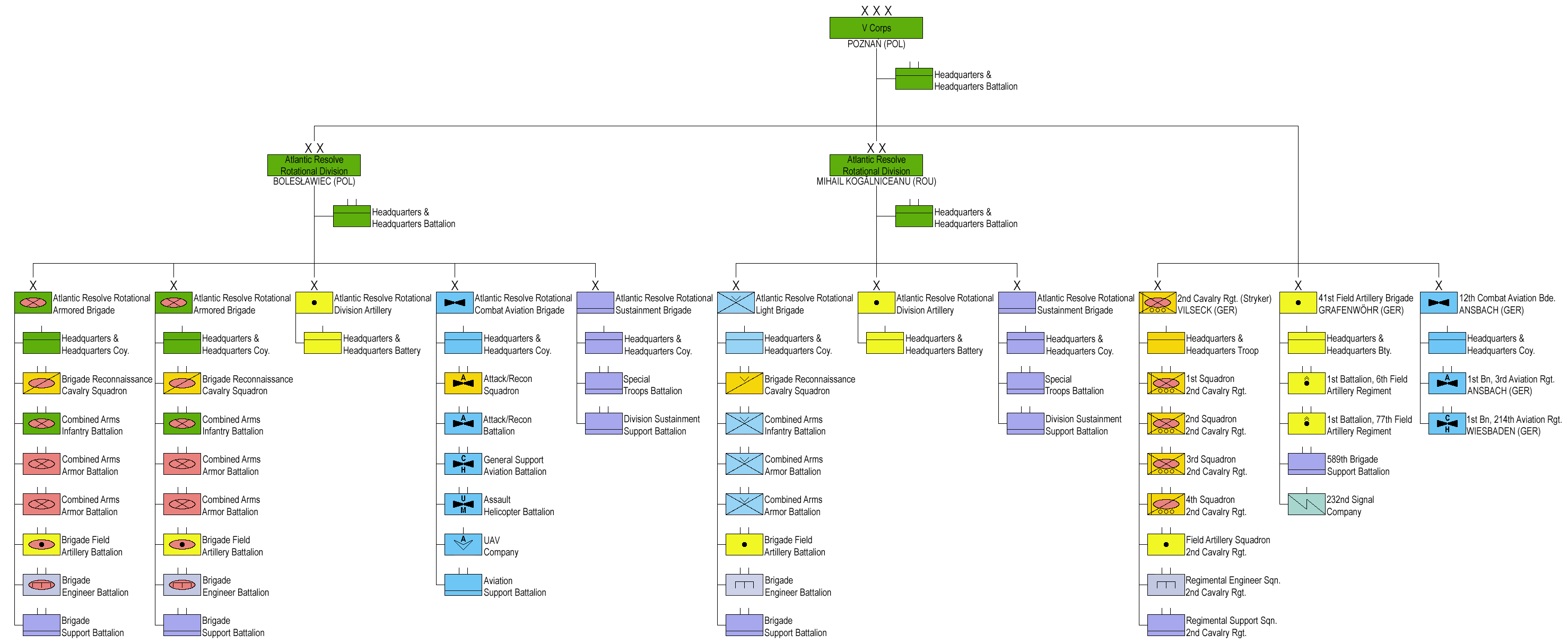
V. US-Korps Organisation 2023

Nach dem Zusammenbruch des Warschauer Paktes nahm das Korps in Saudi-Arabien, Kuwait und Irak an den Operationen Desert Shield und Desert Storm teil. 1994 erfolgte der Umzug des Hauptquartiers von Frankfurt am Main auf das Gelände der Campbell Barracks bei Heidelberg und bildete ab 1993 bis 2005 das V. (US/GE) Korps. 1995 nahmen Truppen des V. Korps an der Operation Joint Endeavour in Bosnien und Herzegowina teil.
Ab 2002 erfolgte die Verlegung nach Kuwait und die Unterstellung unter CENTCOM und das Korps nahm ab 2003 an der Operation Iraqi Freedom zur Invasion des Iraks teil. Nach der Einnahme Bagdads gehörte das V. Korps ab Juni 2003 zur Combined Joint Task Force 7. Im Februar 2004 erfolgte die Rückkehr nach Heidelberg. Ab Januar 2006 löste das V. Korps das XVIII. US-Luftlandekorps im Irak ab und gehörte zum Multi-National Corps-Irak. Anfang 2007 erfolgt erneut die Rückverlegung nach Deutschland.
Aufgrund des Umbaus der US Army ab 2007 zu einer Interventionsarmee sollte das V. Korps ursprünglich 2009 aufgelöst werden. Teile des Hauptquartiers wurden ab Sommer 2009 nach Afghanistan verlegt. Ab Januar 2011 begann die Neuausrichtung und Restrukturierung des V. Korps und es erfolgte ab Juni 2011 der Umzug von Heidelberg zum Wiesbaden Army Airfield. Am 12. August 2011 wurde das Hauptquartier offiziell nach Wiesbaden verlegt. Nach der Rückkehr aus Afghanistan wurde das V. Corps am 11. Juni 2013 im Schloss Biebrich in Wiesbaden aufgelöst.
Durch Umstrukturierungen der US-Truppen ist das V. US-Korps 2020 am Standort Fort Knox in den USA reaktiviert worden. Im April 2022 wurde das vorgeschobene europäische Hauptquartier übergangsweise nach Ansbach in Mittelfranken verlegt. Dort war es in der ehemaligen Grundschule der Barton Barracks untergebracht. Der Standort zeichnete sich durch die Nähe zum Luftwaffenstützpunkt Katterbach und zum Militärflugplatz Illesheim aus. Auf dem NATO-Gipfel Ende Juni 2022 in Madrid verkündete Präsident Joe Biden, dass in Polen ein neuer US-Militärstandort geschaffen werde, in dem dann auch das Hauptquartier des V. Corps untergebracht werden sollte. Der Umzug in Camp Kościuszko in Posen erfolgte Mitte Oktober 2022. Allerdings handelt es sich dabei nur um ein in Europa vorgelagertes Hauptquartier (Headquarters of V Corps (Forward)). Nach wie vor befindet sich das eigentliche Hauptquartier in Fort Knox in Kentucky.
Seit 2021 führt das Korps diejenigen US-Truppen, die im Rahmen der Operation Atlantic Resolve nach Europa verlegt werden. Hinzu kommen in Süddeutschland stationierte Brigaden (siehe Graphik).

## Kommandierende Generale
Das V. US-Korps hatte bis 2013 58 Kommandierende Generale:
- Generalmajor William M. Wright 12. Juli 1918 bis 20. August 1918
- Generalmajor George H. Cameron 21. August 1918 bis 11. Oktober 1918
- Generalmajor Charles P. Summerall 12. Oktober 1918 bis 2. Mai 1919
- Generalmajor George W. Read 3. Mai 1919 bis 3. Oktober 1922
- Generalmajor Campbell B. Hodges 20. Oktober 1940 bis 16. März 1941
- Generalmajor Edmund L. Daley 17. März 1941 bis 19. Januar 1942
- Generalmajor William S. Key 10. Januar 1942 bis 19. Mai 1942
- Generalmajor Russell P. Hartle 20. Mai 1942 bis 14. Juli 1943
- Generalmajor Leonard T. Gerow 15. Juli 1943 bis 17. September 1944
- Generalmajor Edward H. Brooks 18. September 1944 bis 4. Oktober 1944
- Generalmajor Leonard T. Gerow 5. Oktober 1944 bis 14. Januar 1945
- Generalmajor Clarence R. Huebner 15. Januar 1945 bis 11. November 1945
- Generalmajor Frank W. Milburn 12. November 1945 bis 6. Juni 1946
- Generalmajor Orlando Ward 7. Juni 1946 bis 15. November 1946
- Generalmajor Stafford LeRoy Irwin 16. November 1946 bis 31. Oktober 1948
- Generalleutnant John R. Hodge 1. November 1948 bis 31. August 1950
- Generalleutnant John W. Leonard 1. September 1950 bis 18. Juni 1951
- Brigadegeneral Boniface Campbell 19. Juni 1951 bis 1. August 1951
- Generalmajor John E. Dahlquist 2. August 1951 bis 4. März 1953
- Generalmajor Ira P. Swift 5. März 1953 bis 17. Juni 1954
- Generalleutnant Charles E. Hart 18. Juni 1954 bis 28. März 1956
- Generalleutnant Lemuel Mathewson 29. März 1956 bis 16. August 1957
- Generalleutnant Francis William Farrell 17. August 1957 bis 31. März 1959
- Generalleutnant Paul D. Adams 1. April 1959 bis 30. September 1960
- Generalleutnant Frederic J. Brown 1. Oktober 1960 bis 28. August 1961
- Generalleutnant John K. Waters 29. August 1961 bis 14. Mai 1962
- Generalleutnant John H. Michaelis 15. Mai 1962 bis 14. Juli 1963
- Generalleutnant Creighton W. Abrams 15. Juli 1963 bis 3. August 1964
- Generalleutnant James H. Polk 1. September 1964 bis 27. Februar 1966
- Generalleutnant George R. Mather 28. Februar 1966 bis 31. Mai 1967
- Generalleutnant Andrew J. Boyle 1. Juli 1967 bis 31. Juli 1969
- Generalleutnant Claire E. Hutchin, Jr. 15. September 1969 bis 23. Januar 1971
- Generalleutnant Willard Pearson 14. Februar 1971 bis 31. Mai 1973
- Generalleutnant William R. Desobry 1. Juni 1973 bis 24. August 1975
- Generalleutnant Robert L. Fair 25. August 1975 bis 4. Januar 1976
- Generalleutnant Donn A. Starry 16. Februar 1976 bis 17. Juni 1977
- Generalleutnant Sidney B. Berry 19. Juli 1977 bis 27. Februar 1980
- Generalleutnant Willard W. Scott, Jr. 27. Februar 1980 bis 15. Juli 1981
- Generalleutnant Paul S. Williams, Jr. 15. Juli 1981 bis 29. Mai 1984
- Generalleutnant Robert L. Wetzel 29. Mai 1984 bis 23. Juni 1986
- Generalleutnant Colin L. Powell 23. Juni 1986 bis 1. Januar 1987
- Generalmajor Lincoln Jones III. 1. Januar 1987 bis 23. März 1987
- Generalleutnant John W. Woodmansee, Jr. 23. März 1987 bis 21. Juli 1989
- Generalleutnant George A. Joulwan 7. August 1989 bis 9. November 1990
- Generalleutnant David M. Maddox 9. November 1990 bis 17. Juni 1992
- Generalleutnant Jerry R. Rutherford 17. Juni 1992 bis 6. April 1995
- Generalleutnant John N. Abrams 6. April 1995 bis 31. Juli 1997
- Generalleutnant John W. Hendrix 31. Juli 1997 bis 16. November 1999
- Generalleutnant James C. Riley 16. November 1999 bis 18. Juli 2001
- Generalleutnant William S. Wallace 18. Juli 2001 bis 14. Juni 2003
- Generalleutnant Ricardo S. Sánchez 14. Juni 2003 bis 6. September 2006
- Generalmajor Fred D. Robinson, Jr. 6. September 2006 bis 19. Januar 2007
- Generalleutnant James D. Thurman 19. Januar 2007 bis 8. August 2007
- Generalleutnant Kenneth W. Hunzeker 8. August 2007 bis 31. Juli 2009
- Brigadegeneral Michael A. Ryan 8. August 2009 bis 3. November 2010
- Brigadegeneral Allen W. Batschelet 3. November 2010 bis Juni 2011[7]
- Brigadegeneral Ricky D. Gibbs Juni 2011 bis 10. Januar 2012
- Generalleutnant James L. Terry 10. Januar 2012 bis 6. Juni 2013
- Generalleutnant John S. Kolasheski 21. Mai 2020 bis 8. April 2024
- Generalleutnant Charles Costanza seit 8. April 2024